# 1063 (numero)
Millesessantatré (1063) è il numero naturale dopo il 1062 e prima del 1064.

## Proprietà matematiche
- È un numero dispari.
- È un numero primo,
- È un numero difettivo.
- È un numero nontotiente in quanto dispari e diverso da 1.
- È un numero palindromo e un numero ondulante nel sistema posizionale a base 12 (747).
- È un numero congruente.
- È un numero odioso.
- È un numero intero privo di quadrati.
- È parte della terna pitagorica (1063, 564984, 564985).

## Astronomia
- 1063 Aquilegia è un asteroide della fascia principale del sistema solare.
- NGC 1063 è una galassia nella costellazione della Balena.
- IC 1063 è una galassia nella costellazione della Vergine.

## Astronautica
- Cosmos 1063 è un satellite artificiale russo.